# Andrena hemileuca
Andrena hemileuca är en biart som beskrevs av Henry Lorenz Viereck 1904. Andrena hemileuca ingår i släktet sandbin, och familjen grävbin. Inga underarter finns listade i Catalogue of Life.